# ORF9b
ORF9b (سمي سابقا في بعض الأحيان ORF13) هو جين يشفر بروتينا ملحقا في جُنيس فيروسات كورونا بيتا السارسية (Sarbecovirus) الذي يشمل سارس-كوف وسارس-كوف-2. وهو جين متداخل إطار القراءة المفتوح الخاص به مضمن كليا في جين بروتين القفيصة النووية لفيروس كورونا. طول البروتين الناتج منه 97 حمض أميني في سارس-كوف و98 حمض أميني في سارس-كوف-2 وفي كلا الفيروسين ييشكل مثنوي بروتين.

## التسمية
كان هنالك عدم تواقف في المنشورات العلمية حول التسمية المستخدمة للإشارة إلى هذا الجين. أُشيرإليه في بعض الأعمال حول سارس-كوف بالـORF13. وأُشير إليه أحيانا بـORF9a وهو ما نتج عنه تسمية إطار آخر مع الاتجاه طوله 76 كودونا في سارس كوف بـORF9b والذي يتداخل كذلك مع جين القفيصة النووية. التسمية الموصى بها تشير إلى الإطار الأكبر بـORF9b وإلى الإطار الأصغر مع الاتجاه بـORF9c.

## البنية
بروتين الـORF9b طوله 97 حمض أميني في سارس-كوف و98 في سارس-كوف-2. ويشكل مثنويا متجانسا غنيا بصحائف بيتا يملك تجويفا كارها للماء في مركزه يرتبط مع الليبيدات. يمكن أن يعمل التجويف المرتبط بالليبيد كآلية غير اعتيادية لإرساء البروتين على الأغشية.
جزء من بروتين ORF9b الخاص بسارس-كوف-2 تم تحديده بنويا في مركب مع TOM70، وفيه يشكل بروتين ORF9b لولب ألفا بدل بنية صحيفة بيتا الملاحظة عند العزل. سلوك تغيير التطوي هذا متوافق مع تنبؤاتٍ من المعلوماتية الحيوية ويحدث كذلك في نديده لدى سارس-كوف.

## التعبير والتموقع
ORF9b هو أحد جينين اثنين متداخلين يتواجدان كليا داخل إطار القراءة المفتوح الخاص بجين القفيصة النووية، والآخر هو ORF9c. يُعبر عن ORF9b بواسطة مسح راشح للريبوسوم من جينوم الرنا الفرعي ثنائي السيسترون الخاص به. على عكس جاره ORF9c، طوله محفوظ جيدا بين الفيروسات البائية السارسية ويوجد دليل قوي على أنه جين مشفر لبروتين وظيفي.
في سارس-كوف، يتموقع هذا البروتين في الشبكة الإندوبلازمية  وفي الحويصلات داخل الخلوية. لا يحتوي على تسلسل نقل إلى النواة [الإنجليزية] لكن يمكنه الدخول إلى نواة الخلية عبر الانتشار اللافاعل، ويملك تسلسل تصدير من النواة يمكنه من مغادرة النواة. أُبلغ أنه في سارس-كوف يرتبط بغشاء المتقدرة.

## الوظيفة
وظيفة ORF9b غير محددة جيدا، وهو غير ضروري لتضاعف الفيروس..

### تآثرات مع البروتينات الفيروسية
أُبلغ أن بروتين ORF9b يتآثر مع العديد من البروتينات الفيروسية منها: ORF6، البروتين اللابنيوي 5، البروتين اللابنيوي 14 وبروتين الغلاف. تم اكتشافه في فيرونات سارس-كوف الناضجة وبالتي يمكن أن يكون بروتينا بنيويا ثانويا.

### تأثيرات على الخلية المضيفة
يمكن أن يكون لبروتين ORF9b دور في تعديل الاستجابة المناعية للمضيف. أُبلغ أن بروتين سارس-كوف-2 يثبط استجابة الإنترفيرون عبر تآثرات مع Tom70 وهو أحد مكونات مركب ترانسلوكاز الغشاء الخارجي [الإنجليزية] للمتقدرة.